# Sergio Abadía Arango
Sergio Abadía Arango (Istmina, Chocó, 1895-Bogotá, 1973) fue un abogado, periodista, juez, político y parlamentario colombiano.

## Biografía
Nació en 1895 Istmina. Abogado de la Universidad del Rosario, se especializó en minas y petróleos. Fue miembro fundador de los periódicos Grito del Pueblo y El Heraldo de Istmina. Como político, ejerció diversos cargos como miembro de la Cámara de Representantes por Medellín, presidente de este mismo cuerpo colegiado en 1940, Contralor General de la República para los períodos 1942-1943 y gobernador de Chocó entre 1948-1949. Falleció en 1973 en Bogotá.